# Bibio criorhinus
Bibio criorhinus är en tvåvingeart som beskrevs av Luigi Bellardi 1859. Bibio criorhinus ingår i släktet Bibio och familjen hårmyggor. Inga underarter finns listade i Catalogue of Life.